# Los Grandes Éxitos en Español
Los Grandes Éxitos en Español (spanisch für Die größten Hits auf Spanisch) ist ein Kompilationsalbum der US-amerikanischen Rap-Gruppe Cypress Hill. Die Zusammenstellung erschien am 18. Oktober 1999 über die Labels Ruffhouse und Columbia Records. Sie enthält fast ausschließlich Lieder der ersten vier Studioalben der Band, die in Spanisch neu aufgenommen wurden.

## Inhalt
Auf der Zusammenstellung sind überwiegend spanische Umsetzungen von Liedern der ersten vier Studioalben der Band enthalten. Das Album IV ist dabei mit vier Songs am stärksten vertreten. Außerdem befinden sich der auf keinem Album enthaltene Track Siempre Peligroso und ein Remix zu Latin Lingo als Bonussong auf dem Best-of.

## Covergestaltung
| Professionelle Bewertungen | Professionelle Bewertungen |
| -------------------------- | -------------------------- |
| Kritiken                   |                            |
| allmusic                   | [ 1 ]                      |

Das Albumcover zeigt einen Totenschädel, der einen Helm trägt. Der Schriftzug Cypress Hill befindet sich im oberen Teil der Illustration, während der Titel Los Grandes Éxitos En Español am unteren Bildrand steht. Ein roter Rahmen ziert den Rand, der Hintergrund ist schwarz.

## Gastbeiträge
Auf drei Liedern des Albums treten neben Cypress Hill andere Künstler in Erscheinung. So ist bei Latin Lingo DJ Bubie zu hören und der Rapper Mellow Man Ace hat einen Gastbeitrag auf No Pierdo Nada. Außerdem ist Fermín IV beim Song Siempre Peligroso vertreten.

## Titelliste
| #  | Titel                                    | Gastbeiträge   | Produzent | Länge | Originaltitel               | Album                |
| -- | ---------------------------------------- | -------------- | --------- | ----- | --------------------------- | -------------------- |
| 1  | Yo Quiero Fumar                          |                | DJ Muggs  | 2:47  | I Wanna Get High            | Black Sunday         |
| 2  | Loco en el Coco                          |                | DJ Muggs  | 3:24  | Insane in the Brain         | Black Sunday         |
| 3  | No Entiendes la Onda                     |                | DJ Muggs  | 4:10  | How I Could Just Kill a Man | Cypress Hill         |
| 4  | Dr. Dedoverde                            |                | DJ Muggs  | 2:59  | Dr. Greenthumb              | IV                   |
| 5  | Latino Lingo                             | DJ Bubie       | DJ Muggs  | 4:00  | Latin Lingo                 | Cypress Hill         |
| 6  | Puercos                                  |                | DJ Muggs  | 2:47  | Pigs                        | Cypress Hill         |
| 7  | Marijuano Locos                          |                | DJ Muggs  | 2:59  | Stoned Raiders              | III: Temples of Boom |
| 8  | Tú No Ajaunta                            |                | DJ Muggs  | 3:30  | Checkmate                   | IV                   |
| 9  | Ilusiones                                |                | DJ Muggs  | 3:17  | Illusions                   | III: Temples of Boom |
| 10 | Muévete                                  |                | DJ Muggs  | 4:02  | Make a Move                 | III: Temples of Boom |
| 11 | No Pierdo Nada                           | Mellow Man Ace | DJ Muggs  | 3:52  | Nothin’ to Lose             | IV                   |
| 12 | Tequila                                  |                | DJ Muggs  | 3:57  | Tequila Sunrise             | IV                   |
| 13 | Tres Equis                               |                | DJ Muggs  | 1:53  | Tres Equis                  | Cypress Hill         |
| 14 | Siempre Peligroso                        | Fermín IV      | DJ Muggs  | 3:58  |                             |                      |
| 15 | Latin Lingo (Blackout Mix) (Bonus-Track) |                | DJ Muggs  | 3:48  |                             |                      |

## Kommerzieller Erfolg

### Chartplatzierungen
Die Zusammenstellung stieg in der 44. Kalenderwoche des Jahres 1999 auf Platz 50 in die deutschen Charts ein. In den folgenden Wochen belegte sie die Positionen 66, 68 und 95. Nach vier Wochen verließ das Album die Top 100.

### Auszeichnungen für Musikverkäufe
In den USA erreichte die Kompilation für mehr als 60.000 verkaufte Einheiten Platin-Status.
| Land/Region               | Auszeichnungen für Musikverkäufe (Land/Region, Auszeichnung, Verkäufe) | Verkäufe |
| ------------------------- | ---------------------------------------------------------------------- | -------- |
| Vereinigte Staaten (RIAA) | Platin                                                                 | 60.000   |
| Insgesamt                 | 1× Platin ·                                                            | 60.000   |